# Slon pralesní
Slon pralesní (Loxodonta cyclotis) je malý druh slona žijícího v tropickém pralese západní Afriky. Dříve byl považován za poddruh slona afrického (Loxodonta africana) jako slon africký pralesní (Loxodonta africana cyclotis), ale analýza DNA, provedená původně ke sledování slonoviny z nelegálního lovu, ukázala, že se jedná o samostatný druh.

## Charakteristické znaky
Slon pralesní je menší než slon africký, v kohoutku dosahuje 2,2 - 2,5 m, a váží 2,7 - 4 t. Má tmavší kůži, delší dolní čelist, zaoblenější uši a chobot více osrstěný. Na hrudních končetinách je pět nehtů, na pánevních čtyři, stejně jako u slona indického. Kly jsou žluté nebo nahnědlé, rovnoběžné a směřují dolů. Tyto tvarové adaptace umožňují slonovi pralesnímu dobře se pohybovat v husté vegetaci. Slonovina těchto slonů je tvrdá a má narůžovělý odstín. Dožívá se až 65 let a umírá, jakmile se mu zcela obrousí jeho jediné stoličky a přestane tak být schopen přijímat potravu.
Podle současných výzkumů se slon africký a slon pralesní začali vyvíjet odděleně už před 2,63 milióny let, dnes se spolu oba druhy nekříží.
Navzdory některým neoficiálním tvrzením se sloni (včetně slonů pralesních) patrně nedokážou pohybovat rychlostí kolem 40 km/h. Přímá pozorování a počítačové modely ukázaly, že maximální rychlost těchto obřích chobotnatců činí asi 5,3 až 7 m/s (19 až 25 km/h).

## Trpasličí sloni
Součástí tohoto druhu jsou pravděpodobně také jedinci označovaní dříve jako Loxodonta pumilio. Dle studie publikované v roce 2003, která srovnávala mitochondriální DNA různých druhů slonů, jde o pouhou morfologickou variantu slona pralesního bez jakékoli taxonomické hodnoty. Současná věda proto od rozeznávání druhu L. pumilio upustila.

### Historie
V roce 1906 popsal Theophil Noack (1840–1918) malého, asi 120 cm vysokého slona, jehož věk byl odhadnut na 6 let. Označil jej za poddruh slona afrického jako Elephas africanus pumilio. Slon byl přivezen do Evropy v roce 1905 z tehdejšího Francouzského Konga. Následně byl pro řadu odlišností překlasifikován na samostatný druh.

### Genetika

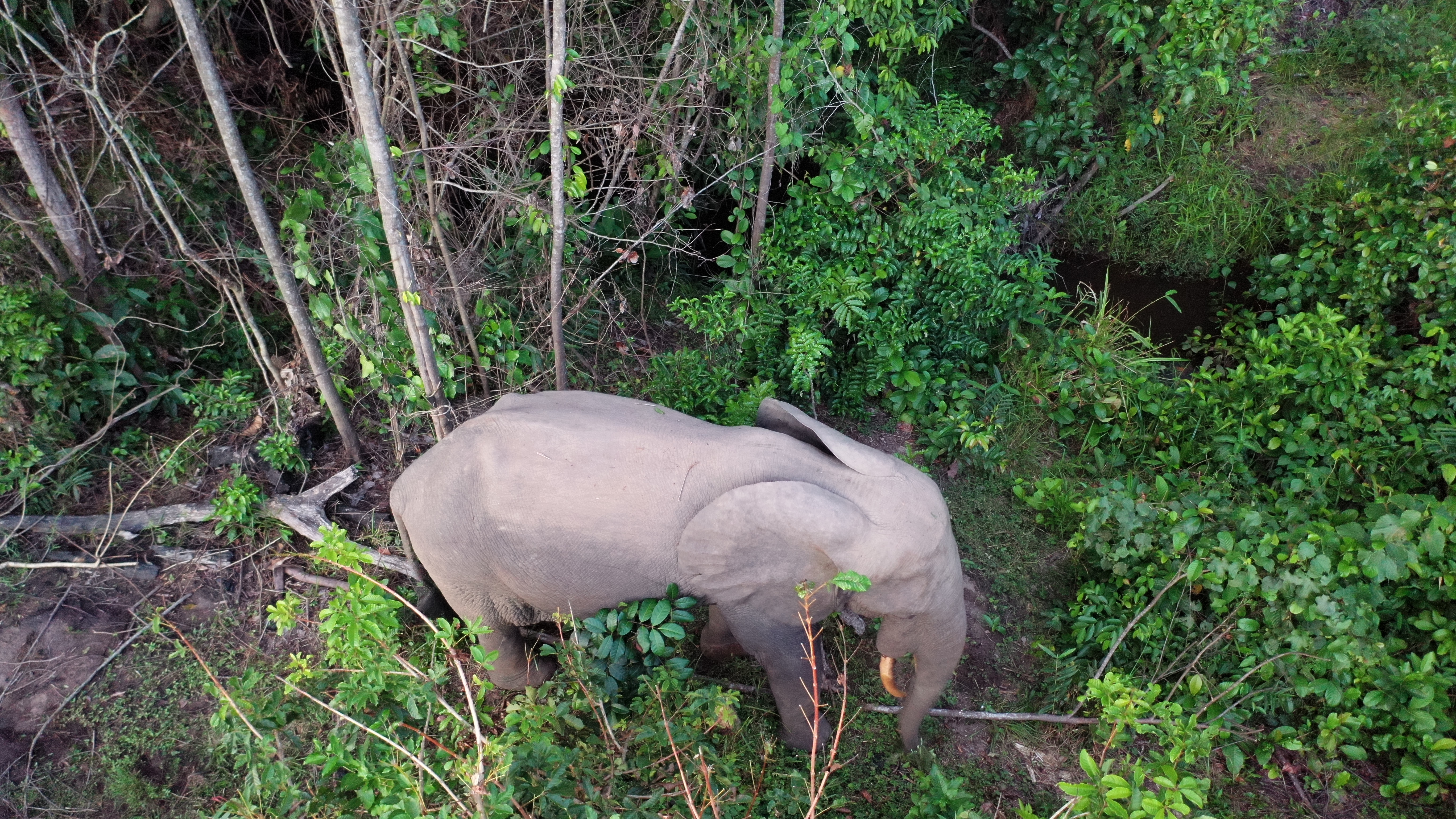
Slon pralesní

Dle studie publikované v roce 2003 by se trpasličím slonům neměla přikládat taxonomická hodnota. Tým odborníků z Muséum national d'histoire naturelle provedl srovnání vzorků genetického materiálu slona indického (Elephas maximus), slona afrického (Loxodonta africana) a slona pralesního (Loxodonta cyclotis) se vzorky připisovanými trpasličím slonům. Výsledný kladogram sestavený na základě podobnosti mitochondriálních genomů potvrzuje současné představy o příbuznosti tří uznávaných druhů, přičemž vzorky pocházející od trpasličích slonů nevytváří klad, ale příslušejí nezávisle na sobě k druhu slon pralesní (Loxodonta cyclotis).
Autoři doporučují upustit od označení Loxodonta pumilio a nahlížet na trpasličí slony jako na součást druhu slon pralesní (Loxodonta cyclotis). Morfologickou variabilitu uvnitř druhu L. cyclotis (nejde-li o nedospělé jedince) je třeba považovat za důsledek izolace jednotlivých populací druhu v neprostupném lesním prostředí a přizpůsobení se lokálním podmínkám.